# Den allvarsamma leken
Pour plus de détails, voir Fiche technique et Distribution.
Den allvarsamma leken est un film norvégien et suédois réalisé par Anja Breien, sorti en 1977.
C'est l'adaptation du roman du même nom du romancier suédois Hjalmar Söderberg, paru en 1912 et traduit en français sous le titre Le Jeu sérieux.

## Fiche technique
- Titre français : Den allvarsamma leken
- Réalisation : Anja Breien
- Scénario : Anja Breien, Bengt Forslund et Per Blom d'après le roman de Hjalmar Söderberg
- Pays d'origine : Suède, Norvège
- Format : Couleurs - 35 mm - 1,66:1 - Mono
- Genre : drame
- Durée : 100 minutes
- Date de sortie :
  -  Suède : 29 août 1977

## Distribution
- Lil Terselius : Lydia Stille
- Stefan Ekman : Arvid Stjärnblom
- Katarina Gustafsson : Dagmar Randel
- Chatarina Larsson : Marta Brehm
- Birgitta Andersson : Hilma Randel
- Hans Alfredson : Freutiger
- Allan Edwall : Markel
- Ernst Günther : Jacob Randel
- Peter Schildt : Lidner
- Stig Ossian Ericson : Rissler
- Palle Granditsky : Anders Stille
- Erland Josephson : Doncker
- Torgny Anderberg : Roslin
- Björn Gedda : Lovén
- Per Mattsson : Ture Törne
- Rolf Skoglund : Filip Stille
- Hans Ernback : le narrateur